# Diario Clarín zonal
Clarín zonal es un suplemento editado junto al matutino argentino de la ciudad de Buenos Aires, fundado por Ernestina Herrera de Noble el jueves 2 de noviembre de 2000. También con formato tabloide, es el diario con mayor tirada de la Argentina.

## Historia
Clarín comienza, con este primer diario zonal, otra etapa de acercamiento a los lectores. Por eso, ha elegido que sus periodistas sean de Vicente López. 
Dijo la empresa editora: 
"Esos cronistas del barrio contarán las cosas de todos los días con objetividad y rigurosidad. De un modo simple. Serán la voz de Clarín en la comunidad. La voz de la comunidad en Clarín. Un puente que empezamos a construir juntos, como siempre".
Con el primer número zonal, los lectores recibieron también un coleccionable de 160 páginas a todo color con la historia del partido, dividida en 19 fascículos.
El primer zonal de Clarín llegó, en primera instancia, a los quioscos de San Miguel, Malvinas Argentinas y José C. Paz. 
Clarín San Miguel/José C. Paz/Malvinas Argentinas se sumó a los ocho zonales que se distribuyen cada jueves en el conurbano junto a la edición nacional del diario, y que cubren la actualidad de los municipios. 
La primera edición vino con un mapa de los tres Partidos de regalo. Algo que se repitió en los zonales de otros distritos.
A partir del 19 de junio de 2008 sumó a Hurlingham, junto a los otros 16 distritos bonaerenses que cada semana tienen en los quioscos un diario local junto a la edición nacional de Clarín.
En octubre de 2008 apareció el Zonal Quilmes/Berazategui/Florencio Varela, con 68 páginas y que fue un éxito en esa zona del conurbano. Durante varias semanas, bajo la edición de Marcelo Folgueira, mantuvo esa paginación en un hecho sin precedentes en el producto.

## También los domingos
En 40 páginas con noticias y servicios, contará la actualidad de los partidos. Será gratuito y, desde julio, saldrá los primeros domingos del mes. Desde el domingo 21/06/09, un nuevo diario zonal de Clarín aparecerá en los quioscos de Pilar, Escobar, Zárate y Campana. Quienes viven allí y compren el diario recibirán una publicación, totalmente gratuita, con toda la actualidad de esa zona de la provincia de Buenos Aires. 
Clarín Pilar/Escobar/Zárate/Campana se suma a los diez Zonales que se distribuyen cada jueves en el Conurbano junto a la edición nacional del diario, y que cubren la actualidad de 22 municipios. Esta nueva publicación, la primera de Zonales en abarcar partidos del interior de la Provincia (además de GBA) saldrá, tras su debut del próximo domingo, todos los primeros domingos de cada mes.
Como sus antecesores, reflejará la vida cotidiana de la gente en los cuatro distritos, con el despliegue y el profesionalismo de Clarín. En sus páginas los lectores podrán informarse acerca de su ciudad, la política local, los deportes, la cultura y los emprendimientos de la gente. Porque el nuevo Zonal, al igual que los existentes, será un espacio abierto a los vecinos; una herramienta para el día a día. 
Los temas urbanos tendrán un espacio central en cada edición de Clarín Pilar/Escobar/Zárate/Campana. Desde sus páginas se informará sobre las obras de cada ciudad, el mantenimiento de los espacios públicos; la salud o la educación. En esta primera edición abarcaremos obras y novedades en distintos temas: redes de gas, desagües para evitar inundaciones, cloacas y pavimentos, entre otros. 
Desde el 10 de octubre de 2010, el zonal se extendió en el lado oeste del conurbano bonaerense; en las comunas de Luján, General Rodríguez, Moreno y Merlo. 
También se pondrá el foco en las últimas medidas locales contra la inseguridad; y en el momento sensible en materia de salud. En Deportes cubriremos los equipos y deportistas más representativos, como Fénix, Defensores Unidos, Dálmine, la liga local de básquet, el rugby y el hockey de Deportiva Francesa y demás clubes. 
El Zonal difundirá, además, las necesidades de los vecinos: habrá una "Página del Vecino" donde los lectores podrán publicar sus quejas, proyectos o agradecimientos. Y cuando sea el caso, se gestionará una respuesta de la Municipalidad, la empresa o la entidad que corresponda. 
Una cartelera ofrecerá opciones de espectáculos y paseos; mientras que las fotos familiares que envíen los lectores saldrán publicadas en la sección "Instantáneas". Así se completa una oferta de información que irán armando, edición tras edición, los mismos vecinos a través de sus inquietudes.
- Datos: Q5805250